# Eiichi Hayashi
Eiichi Hayashi (jap. 林 栄一, Hayashi Eiichi; * 1. Januar 1950 in der Präfektur Tokio) ist ein japanischer Jazzmusiker (Altsaxophon, auch Sopransaxophon, Perkussion).
Eiichi Hayashi spielte ab den 1980er-Jahren in der Tokioter Jazzszene mit Yosuke Yamashita. 1983 trat er mit dem Yamashita-Quartett auf der Jazzbühne Berlin auf;  außerdem arbeitete er in den späten 1980er-Jahren noch mit Yoshiaki Fujikawa und Yutaka Imaizumi. 1990 nahm er mit Akihiro Ishiwatari (Gitarre), Tamio Kawabata, Norikatsu Koreyasu (Bass), Nobuo Fujii, Takuji Kusumoto (Schlagzeug) sein Debütalbum mit Eigenkompositionen ein (Eiichi Hayashi & Mazuru – Mazuru, auch Mazuru’s Dream); 1997 folgte das Free-Jazz-orientierte Soloalbum Oto no Tsubu (音の粒) auf dem Label Off Note, und 2003 die Trio-Produktion The Crushed Pellet (mit Otomo Yoshihide und Toyozumi Yoshisaburo).
Ab den 1990er-Jahren arbeitete er außerdem mit Hiroaki Katayama und Junichiro Matsukawa in der Jazz-Rock-Formation De-Ga-Show, ferner im Aki Takase Septett (Oriental Express, 1996), mit dem Berlin Contemporary Jazz Orchestra und mit Hayakawa Takeharu (Kowloon, 2002). Im Bereich des Jazz war er zwischen 1981 und 2009 an 37 Aufnahmesessions beteiligt. In den späteren Jahren verlagerte er such mehr auf freiere Spielformen des Jazz und trat u. a. im Trio mit Ryuichi Yoshida und Aki Ono sowie mit der Pianistin Yukie Fujikawa auf.